# Callum Gilbert
Callum Gilbert (Tauranga, 15 gennaio 1996) è un canoista neozelandese.

## Palmarès
- Campionati oceaniani di canoa slalom

Auckland 2021: oro nel K1.
Auckland 2023: oro nel K1.